# Стрижак, Вероника Николаевна
Ни́ка Стрижа́к, полное имя Вероника Николаевна Стрижа́к (род. 27 апреля 1962 года, Ленинград, СССР) — российский журналист, телеведущая, автор и режиссёр-документальных фильмов. «Лицо» Пятого канала (Санкт-Петербург). Неоднократно признана лучшим журналистом Петербурга. Член Союза кинематографистов России. Член Академии Российского телевидения. Амбассадор Санкт-Петербурга.

## Биография
Родилась в семье художника-графика Николая Георгиевича Стрижака и преподавателя английского языка Тамары Валентиновны Стрижак. Младшая из троих детей в семье. Окончила среднюю школу № 82 в Ленинграде. Занималась танцами во Дворце пионеров. В 12 лет начала заниматься музыкой и поступила в музыкальную школу для взрослых им. Римского-Корсакова, в 17 лет — на фортепианное отделение Музыкального училища при Ленинградской государственной консерватории имени Н. А. Римского-Корсакова; также с 17 лет начала трудовую деятельность.
В 1984 году выбрала «семейную» профессию филолога и поступила на филологический факультет Ленинградского государственного университета, который окончила с отличием по специальности «русский язык и литература» в 1990 году.

## Журналистика и телевидение
В 1980-х годах начала пробовать себя в журналистике.
В 1985 году стала победителем Всесоюзного семинара молодых журналистов.
В 1986—1988 работала автором музыкальных программ Ленинградского радио, в том числе — «В субботу утром». Работала корреспондентом в газетах «Вечерний Ленинград» и популярной детской газете «Ленинские искры».
В 1987 году по заказу издательства «Детская литература» написала первый большой очерк о дирижёре Юрии Темирканове.
В 1988—1993 годах работала корреспондентом ленинградской газеты «Смена».
В апреле 1988 года впервые выступила в роли ведущей спецпроекта на Ленинградском телевидении, куда её пригласили её консерваторские друзья. С тех пор неоднократно приглашалась как автор и ведущий программ музыкальной и молодёжной редакций. Сотрудничала с популярной программой «Телекурьер».
В дни августовского путча 1991 года получила предложение от мэра Ленинграда Анатолия Собчака стать личным пресс-секретарём (первым в истории пресс-службы руководителя города), но осталась работать в «Смене»: «Мы уже с ним практически договорились, но в его окружении были люди, которые перепугались, что от них уплывёт лакомое место, и быстро подсуетились. Эта история ничем не закончилась».
В 1992 году — завоевала звание «Вице-мисс Пресса» на конкурсе «Мисс Пресса» стран СНГ; который прошёл под патронажем газеты «Комсомольская правда». Почти все финалистки меняли после завершения плановых мероприятий конкурса рабочее место, а многие и семейный статус:

 Аэлита Ефимова (позднее — пресс-атташе Альфреда Коха) после конкурса перешла из газетной журналистики на телевидение; Ника Стрижак из Петербурга реализовала новый популярный телепроект; москвичка Яна Чернуха получила работу на ОРТ.

В 1993 году выиграла журналистскую стажировку в США, где работала на телевидении и в газете «Вашингтон Таймс».
В том же 1993 году окончательно сделала выбор в пользу телевидения и была принята в штат ГТРК «Петербург — 5 канал» в редакцию Литературно-художественных программ (художественный руководитель — кинорежиссёр Игорь Масленников).
С 1993 по 2004 год — автор и ведущая еженедельного субботнего ток-шоу «Наобум» которое за 10 лет стало одним из самых популярных проектов канала. 

«Мы были настолько по-хорошему наглыми, что сразу стали приглашать людей уровня Собчака, Пугачёвой, Джигарханяна, Смехова… Процентов 90 наших гостей меня абсолютно не знали…»
Гостями студии «Наобум» были более 300 звезд отечественного и мирового кино и театра, режиссеры, писатели, спортсмены, художники, в том числе: Майя Плисецкая, Алла Пугачёва, Андрей Кончаловский, Анджей Вайда, Майкл Йорк, Дмитрий Набоков, Рейф Файнс, Хосе Каррерас, Евгений Кисин, Тонино Гуэрра, Алиса Фрейндлих, Олег Меньшиков, Олег Табаков, Константин Райкин, Пётр Фоменко, Марк Захаров, Олег Янковский, Галина Вишневская, Михаил Ульянов, Георгий Жжёнов, Александр Абдулов, Наталья Гундарева, Владимир Машков, Евгений Миронов, Анна Нетребко и другие. Программа неоднократно становилась лауреатом Всероссийских телефестивалей и конкурсов. С 1998 по 2003 год ток-шоу «Наобум» выходило повторным эфиром на телеканале «Культура». Стрижак вела программы многих спец-проектов канала.
В 1995 году как автор сняла первый документальный фильм «День имени Нобеля» (продюсер Юлия Стрижак) об истории скандального завещания Альфреда Нобеля и Нобелевской премии по литературе. Был показан также Сергеем Шумаковым на ОРТ (Первый канал) в рамках авторской программы Сергея Капицы.
С 1997 года — художественный руководитель Телекомпании «Наобум», производящей компании ток-шоу «Наобум» и почти всех её документальных фильмов.
В 1998 году снялась (камео) в фильме Юрия Мамина «Горько!».
В 1998—1999 годах вела программу «Диалоги» на канале ТНТ.
В 2000 году — вернулась на ТРК «Петербург». Возобновила работу над ток-шоу «Наобум». Стала продюсером программы «Коллекция впечатлений».
В 2004 году после 10 лет в эфире ток-шоу «Наобум» прекратило свое существование.
С 1 апреля 2004 года — впервые выходит в эфир как ведущая новой ежедневной аналитической программы «Открытая студия» на Пятом канале — в течение нескольких лет первой и единственной общественно-политической программы в жанре дискуссии, выходящей в прямом эфире на всю страну ежедневно в течение двух часов.

«Открытая студия» стала первым подобным ток-шоу, в котором начали обсуждать острые социальные и политические проблемы в дневном эфире. Причем, в прямом эфире, на всю страну, без купюр! Думаю, другим каналам этот факт не давал покоя. Не случайно теперь такие (ну, похожие) шоу есть и на первом, и на втором, и на НТВ".
«Открытая студия» с её открытыми окнами в Доме Радио на углу Итальянской и Малой Садовой улиц становится брендом Пятого канала и самой узнаваемой телепрограммой, выходящей в российский эфир из Петербурга. Стрижак называют одним из лучших интервьюеров страны Проект и лично Н. Стрижак неоднократно становились номинантами на «ТЭФИ».
В 2014 году «Открытая студия» с Никой Стрижак приносит первую «ТЭФИ» Пятому каналу, победив в номинации «Лучшее ток-шоу».
В 2010—2011 — параллельно с «Открытой студией» Стрижак была ведущей программы «Встречи на Моховой». Вышло более 40 выпусков.
В 2010 году — провела два выпуска программы «Суд времени» (в роли судьи).
В 2013 году назначена руководителем и ведущей итоговой аналитической программы «Главное», кардинально сменив профиль с актуального ток-шоу на политическую аналитику. Расчет руководства, что Стрижак «пользуется уникальным кредитом зрительского доверия, и самыми весомыми инвестициями в успех обновленного формата станут ее профессиональный почерк и авторская позиция», оправдался. Рейтинг программы уже за первый сезон вырос более чем в два раза, в 2016 «Главное» стало обладателем ТЭФИ-Содружество в номинации «Аналитическая программа».
В 2017 году после очередного переформатирования Пятого канала вернулась в качестве ведущей прямого эфира «Открытой студии», которая теперь выходит на новом активе Национальной Медиа Группы телеканале «78».

## Личная жизнь
Живёт и работает в Санкт-Петербурге. Замужем, имеет сына. Муж — Сергей Шелонаев, доктор социологических наук, профессор. Брат — Олег Стрижак, писатель (умер в 2017 году), сестра — Юлия Стрижак, теле- и театральный продюсер, директор Санкт-Петербургского государственного театра «Мюзик-холл».

### Фильмы
Автор и режиссёр более 30 документальных фильмов (Первый канал, Россия, Культура, Пятый). Главные темы: документальные портреты и неизвестные факты отечественной и мировой истории.

«Для меня документальные фильмы повод уйти в те темы, которых нет в „Открытой студии“. Это повод „перенастроить“ голову. Нельзя вести ток-шоу и считать это главным делом в жизни. Фильмы требуют других сил и другой творческой сосредоточенности».
Многие фильмы Н. Стрижак становились первыми серьёзными расследованиями, основанными на закрытых документах или свидетельствах. Волну обсуждения вызвал фильм «Лейтенант Шмидт. Назначенный герой», развенчавший легенду о герое Севастопольского восстания 1905 года П. П. Шмидте. Растиражирован и широко цитируем фильм «Великая депрессия» (2009), ставший эталоном в документалистике по этой теме.
В фильме «Покушение на Данаю» впервые полно с помощью документов из архива КГБ и рассказов следователей, реставраторов, очевидцев дана история покушения вандала на шедевр Рембрандта «Даная» в Эрмитаже в 1985 году. Впервые на ТВ слово дано самому преступнику, литовцу Бронюсу Майгису.

Михаил Пиотровский: «К сожалению, мы живём в эпоху вандализма, и от него никто не застрахован. Есть хороший фильм про покушение на „Данаю“. Но всякий раз, когда его показывают, думаю: вдруг это подействует на какого-нибудь неуравновешенного человека, и ему тоже захочется таким образом попасть в историю?» 
Более миллиона просмотров в интернете набрали фильмы «Главная тайна „Республики ШКИД“» (2009) о подлинной судьбе авторов и героев известной книги и «Лётчик для Молотова. Один шанс из тысячи» (2008) о секретном полёте В. Молотова в США в 1942 году.
Фильм-монолог «Дмитрий Хворостовский. Это я и музыка» (2012) стал для певца последним прижизненным.
Фильм «Иноходец. Урок Перельмана» (2011) единственный на сегодня, где о математике Григории Перельмане и скандале вокруг его отказа от миллиона долларов после решения гипотезы Пуанкаре рассказывают знаменитые математики мира — Михаил Громов, Ган Тянь, Джон Морган и другие. Этот фильм — первая серьёзный разговор на телевидении об этой закрытой личности и смысле его открытия для русской и мировой науки. Фильм растиражирован в интернете, давая миллионные просмотры в России и за рубежом.

### Список фильмов Н. Стрижак
- «День имени Нобеля», совместно с SVT-1 (Швеция),1995
- «Шведский Петербург»,1996
- «Голландский Петербург», совместно со «Studio Mekaniek», (Нидерланды) 1997
- «Я другое DEREVO». 2001. Приз Всероссийского конкурса «Культура на телевидении» (Москва), грант Фонда Форда.
- «Дж. К. Адамс. Петербургские подробности», грант Госдепартамента США, 2002
- «Лейтенант Шмидт. Назначенный герой», 2005[15]
- «Завещание барона Штиглица», 2005[16]
- «Покушение на Данаю», 2005[17]
- «Запрещённый концерт. Немузыкальная история», 2006[18]
- «Сожжённые крылья. Предать конструктора», 2007[19]
- «Народный маркиз Советского Союза. Игорь Дмитриев», 2007[20]
- «Лётчик для Молотова. Один шанс из тысячи», 2008[21]
- «Нет дыма без огня. Тайна пожара на Васильевском», 2008[22]
- «Петербург. Современники. Лев ДОДИН», 2009
- «Великая депрессия», 2009[23]
- «Главная тайна Республики ШКИД». Главный приз Международного фестиваля «Сталкер», Москва, 2010[24]
- «Иноходец. Урок Перельмана», 2011[25]
- «Русские сезоны Начо Дуато», 2011. Премия «Золотое перо» в номинации «Лучшая операторская работа», 2012[26].
- «Юрий Темирканов, Автопортрет на краях партитуры», 2012[27]
- «Дмитрий Хворостовский. Это я и музыка», 2012[28]
- «Диана Вишнёва. Всегда в движении», 2012[29]
- «Смыслы Бориса Гребенщикова», 2013[30]
- «Эрмитаж. Сокровища нации» (Hermitage. National Treasure), 2014. Специальный приз жюри Международного фестиваля «World of knowledgе» («Мир знаний»)[31]
- «Гений эксперимента Иван Павлов», 2015[32]
- «Градостроитель Николай Баранов», 2016[33]
- «Он нашёл нефть. Фарман Салманов», 2017[34]
- «Неправильный режиссер Виталий Мельников», 2018[35]
- «Александр Володин. Пропущенные главы жизни», 2019[36]
- «Георгий Вилинбахов. Двенадцатый из своего рода», 2019[37]
- «Настоящая революция Петра Кропоткина», 2019[38]
- «Хранитель. Михаил Пиотровский», 2019[39]

### Проекты
- Петербург иностранный
- Окно в Норвегию

### Телеведущая
- Наобум
- Открытая студия
- Встречи на Моховой
- Главное/Известия. Главное с 1 сентября 2013 по 25 июня 2017 года

## Роли в кино
- 1998 — Горько! — камео

## Награды и звания
- «Вице-мисс Пресса» на конкурсе «Мисс Пресса» стран СНГ (1992).
- Обладатель Гран-при конкурса «Золотое перо—1998»[40].
- Трижды (1997, 1998, 2001) названа «Человеком года Санкт-Петербурга» в номинации «Телеведущий».
- Обладатель национальной телевизионной премии «ТЭФИ-2014»
- Член жюри премии «Национальный бестселлер», 2013 г.
- Член совета по культуре речи при Губернаторе Санкт-Петербурга
- Член Евразийской телевизионной академии.
- Член Союза кинематографистов России.
- Член Союза журналистов Санкт-Петербурга и Ленинградской области.
- Почетный доктор Фонда профессионального образования имени Александра Григорьевича Неболсина.
- Почетный член общества «Phi Theta Kappa[англ.]», США.
- Член Академии российского телевидения.
- Награждена Высшей наградой Петербурга — Почётным знаком «За заслуги перед Санкт-Петербургом» (на ленте)(2012)[41].
- Награждена Орденом Дружбы (2012)[42].
- «Человек года» в номинации «Телеведущий» по результатам социологического опроса жителей Петербурга (1997, 1998 и 2001 годах).
- В 2000 году вошла в число 2000 самых известных людей страны.
- Лучший журналист Петербурга (2013)